# Crauá
Crauá (Neoglaziovia variegata) é uma planta terrestre da família das bromeliáceas, nativa do Nordeste do Brasil. A planta é uma bromélia nativa do estrato baixo da Caatinga brasileira. Apresenta folhas lineares, acuminadas e listradas e flores protegidas por brácteas com coloração viva e frutos em bagas suculentas . Essa inflorescência laxa com 25 cm de comprimento e possui até 60 flores, de sépalas vermelhas e pétalas purpúreas. Suas sementes são difíceis de serem encontradas, pois animais e pássaros alimentam-se das bagas verdes e principalmente das maduras. 
As folhas do N. variegata fornecem longas fibras, de grande resistência e durabilidade. Também é conhecido pelos nomes de caroá, carauá, caruá, caroá-verdadeiro, coroá, coroatá, crauá, croá e gravatá.

## Diferenças entre crauá, gravatá e macambira
De uma forma semelhante a confusão que há entre os cágados, jabutis e tartarugas, há uma confusão na diferenciação entre crauá, macambira e gravatá. Vale ressaltar que são indivíduos de espécies diferentes que vivem em grupos na caatinga.
- Crauá é da espécie Neoglaziovia variegata que possui folhas verde-escuras com machas brancas e flores vermelhas.
- Macambira é a Bromelia laciniosa, que possui folhas constituídas de partes distintas: base dilatada e limbo em torno do caule.[4]
- Gravatá é uma versão da espécie Aechmea blanchetiana que forma touceiras mais abertas e densas com até 70 a 1,30 m de altura. [5]

### Fotos

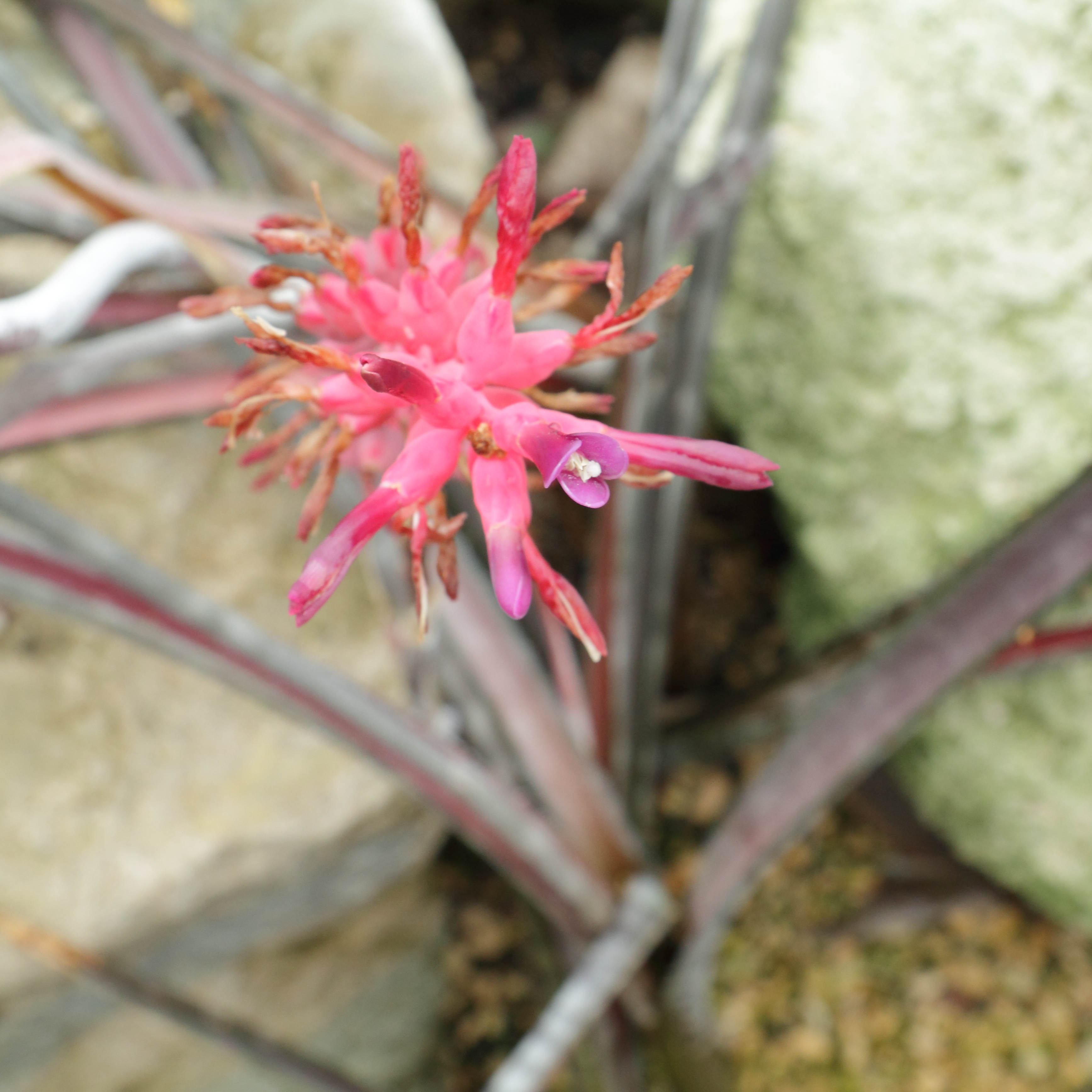
Crauá
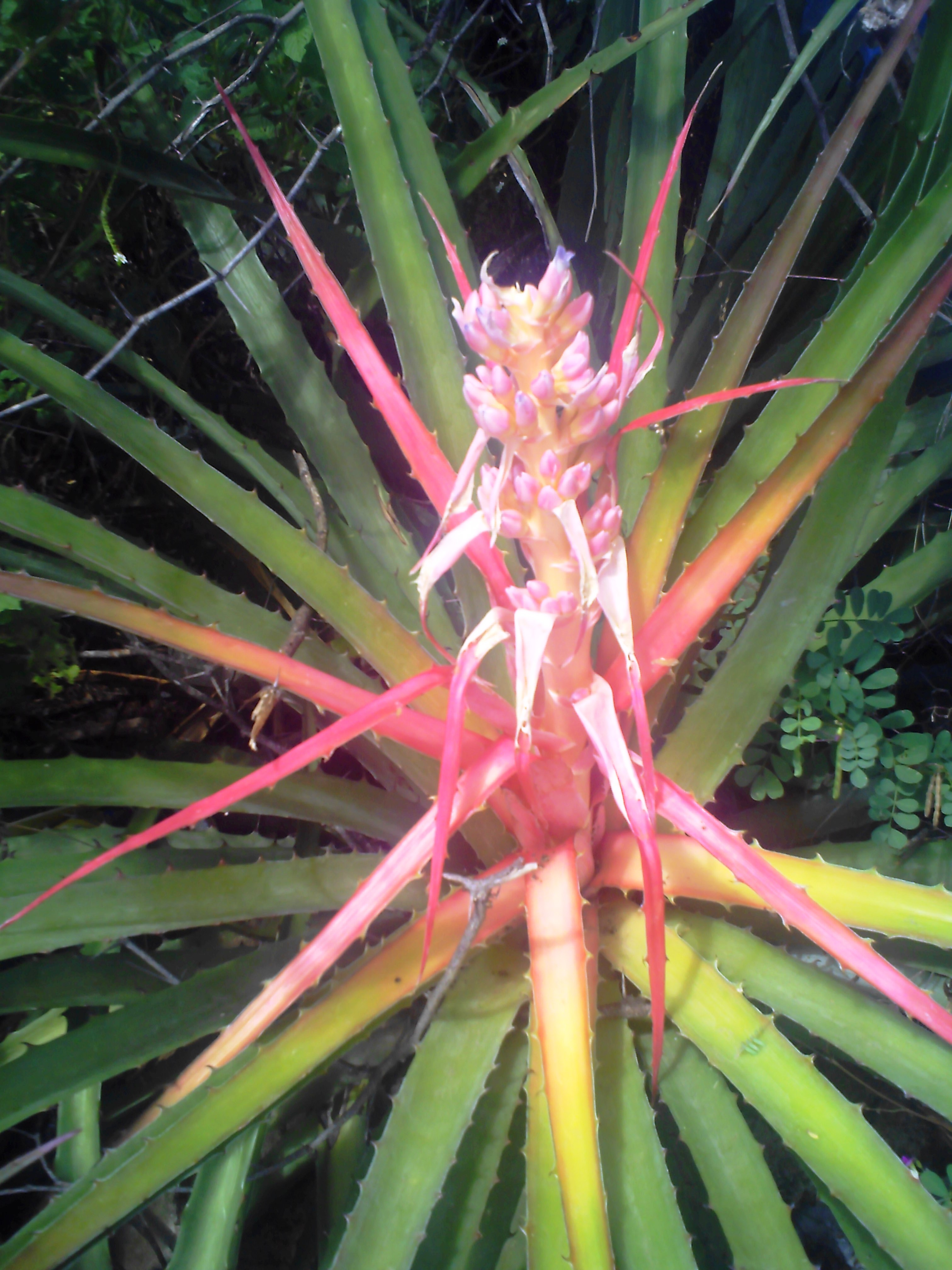
Macambira
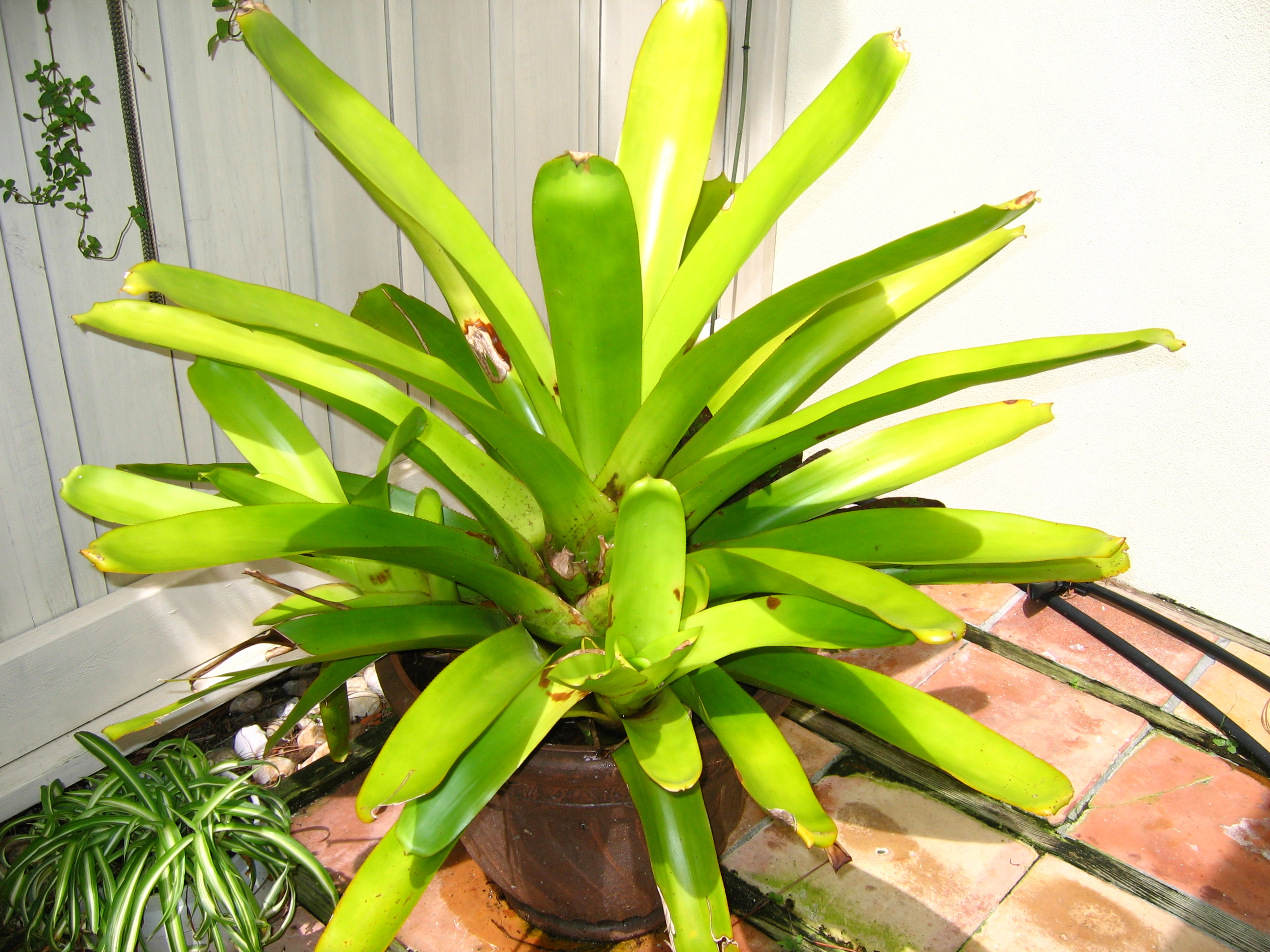
Gravatá da Caatinga

## Utilização
Na primeira metade do século 20, entre os anos 30 a 50, as fibras de crauá produziram um fino linho com padronagens belíssimas que foi bastante usado pela sociedade da época, inclusive pelo então Presidente Getúlio Vargas. Sua exploração, no entanto, foi abandonada no início da década de 50, com o surgimento do nylon sintético importado dos Estados Unidos. 
Atualmente, as fibras do crauá são exploradas como cordão natural alternativo aos cordões de nylon para amarrar ou costurar sacos de feijão, sacos de milho e sacos de carvão vegetal. 